# Dracaena halaapepe
Dracaena halaapepe är en sparrisväxtart som först beskrevs av Harold St.John, och fick sitt nu gällande namn av Stephen Jankalski. Dracaena halaapepe ingår i släktet dracenor, och familjen sparrisväxter. Inga underarter finns listade i Catalogue of Life.

## Bildgalleri

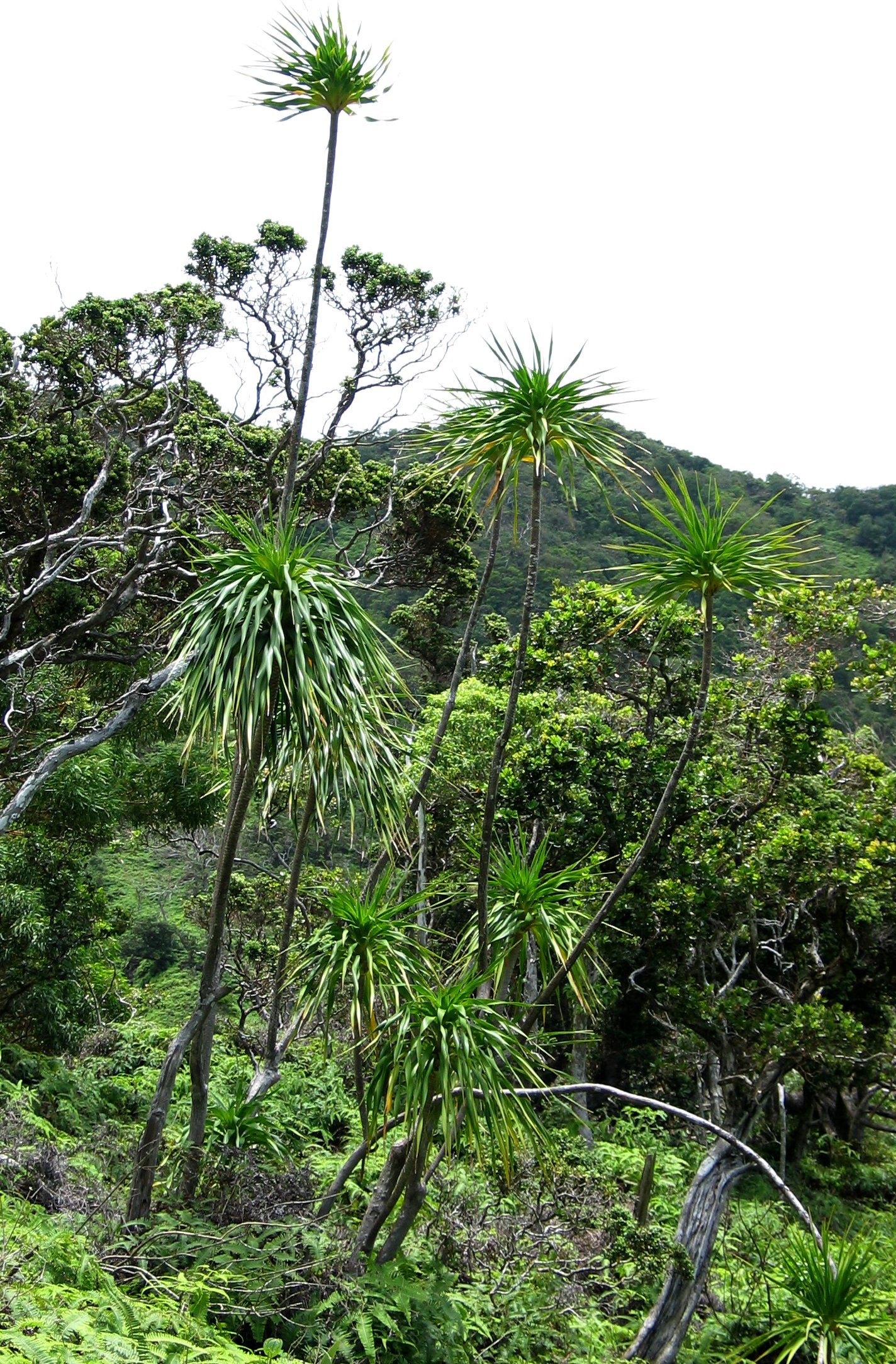
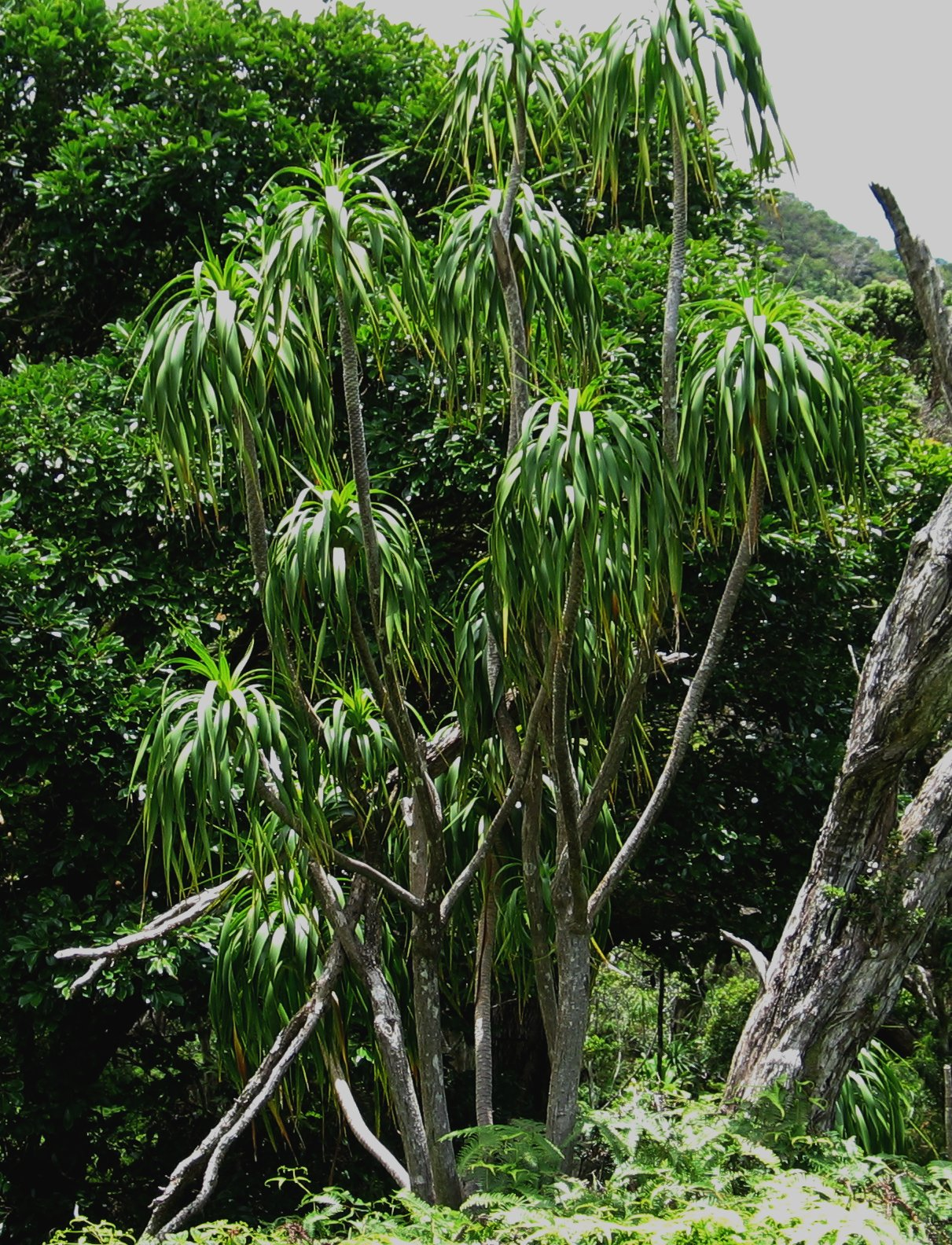